# Jessy Matador
Jessy Matador, pseudonimo di Jessy Kimbangi (Kinshasa, 27 ottobre 1982), è un cantante e ballerino francese, nato nell'attuale Repubblica Democratica del Congo.

## Biografia
Inizia l'attività di ballerino nel 2001. Intraprende la carriera musicale con diversi gruppi come Les coeurs brisés e poi, nel 2005, con La Sélésao. Gli stessi membri di quest'ultimo gruppo avevano formato il gruppo Magic System. Nel 2007 La Sélécao firma un contratto con la Wagram Records.
Viene pubblicato un singolo nel giugno 2008: Décalé Gwada, che diventa una hit estiva. Nel novembre dello stesso anno Jessy Matador e La Sélécao pubblicano l'album Afrikan New Style, che include suoni caraibici, africani ed europei. Un altro brano di successo è Mini Kawoulé.
Nel febbraio 2010 viene annunciata la partecipazione di Matador all'Eurovision Song Contest 2010 come rappresentante della Francia. Nel maggio 2010 quindi prende parte alla manifestazione tenutasi a Oslo con la canzone Allez ola olé. Il brano si classifica dodicesimo nella finale della kermesse, ma in patria raggiunge la prima posizione della classifica.
Nel 2012 collabora con DJ Mam's e Luis Guisao per Zumba He Zumba Ha (Remix 2012), altro singolo di successo in Francia.

## Discografia

### Album studio
- 2008 - Afrikan New Style
- 2010 - Elektro Soukouss
- 2013 - Authentik